# Boulaye Dia
Boulaye Dia (født 16. november 1996) er en fransk-senegalesisk professionel fodboldspiller, som spiller for Serie A-klubben Salernitana og Senegals landshold.